# Bjørn Jostein Singstad
Bjørn Jostein Singstad (ur. 13 listopada 1990 w Nynäshamn) – norweski wioślarz.

## Osiągnięcia
- Mistrzostwa świata juniorów – Pekin 2007 – czwórka podwójna – 22. miejsce[1].
- Mistrzostwa świata juniorów – Linz 2008 – dwójka podwójna – 7. miejsce[1].
- Mistrzostwa świata U-23 – Brześć 2010 – dwójka podwójna – 10. miejsce[1].
- Mistrzostwa Europy – Montemor-o-Velho 2010 – czwórka podwójna – 10. miejsce[1].